# Microgale jobihely
Microgale jobihely is een tenrek uit het geslacht Microgale. De wetenschappelijke naam van de soort werd voor het eerst geldig gepubliceerd door Goodman et al. in 2006. Volgens genetische gegevens is de soort het nauwst verwant aan M. cowani. De soortaanduiding komt uit een noordelijk dialect van het Malagassisch en is een samenstelling van de woorden joby "donker" en hely "klein". Die naam werd gekozen omdat M. jobihely een klein, donker dier is.

## Kenmerken
M. jobihely is een vrij kleine Microgale met relatief korte oren. De dichte, zachte rugvacht is zwart gemengd met roodbruin. De buikvacht is fijner en lichter (bruin tot grijsbruin). De rug- en buikvacht gaan geleidelijk in elkaar over op de flanken. De voeten en oren zijn donkerbruin tot zwart. Volwassen exemplaren hebben een totale lengte van 121 mm, een kop-romplengte van 53 tot 62 mm, een staartlengte van 45 tot 57 mm, een achtervoetlengte van 12 tot 13 mm en een gewicht van 8 tot 10 gram. Onvolwassen exemplaren zijn tot ongeveer 10 mm kleiner.

## Voorkomen
De soort komt voor op het Tsaratananamassief van Madagaskar, op 1420 tot 1680 m hoogte in bergregenwoud.